# Tamarine Tanasugarn
Tamarine Tanasugarn, född 24 maj 1977 i Los Angeles, Kalifornien, USA, är en thailändsk högerhänt tidigare professionell tennisspelare. 

## Tenniskarriären
Tamarine Tanasugarn blev professionell WTA-spelare 1994. Hon har till juli 2008 vunnit två singeltitlar på touren och dessutom 11 i ITF-arrangerade turneringar. I dubbel har hon vunnit 5 WTA- och 3 ITF-titlar. Som bäst rankades hon som nummer 19 i singel (maj 2002) och som nummer 15 i dubbel (september 2004). 
Tanasugarn har deltagit i det thailändska Fed Cup-laget 1993-95, 1998, 2000, 2003-05 och 2007-08. Hon har totalt spelat 53 matcher för laget och vunnit 34 av dem.
Hon har deltagit i fyra OS; 1996 i Atlanta, 2000 i Sydney, 2004 i Aten och 2008 i Peking.

## Spelaren och personen
Tamarine Tanasugarn har medborgarskap både i USA och i Thailand. Hennes föräldrar är thailändare, och Tanasugarn har bott i Thailand sedan 1982. Hennes far, Virachai, representerade Thailand som basketspelare i olympiska spelen 1960 i Rom. 
Tanasugarn fick äran att bära Thailands flagga vid invigningsceremonien vid olympiska sommarspelen 1996 i Atlanta. Bland tennisspelare har hon främst Monica Seles som förebild.

## Titlar
- Singel
  - 2008 - 's-Hertogenbosch, ITF/Gifu
  - 2006 - ITF/Shanghai
  - 2005 - ITF/Shenzhen
  - 2003 - Hyderabad (WTA-touren)
  - 2000 - ITF/Gifu
  - 1999 - ITF/Surbiton, ITF/Saga
  - 1997 - ITF/Surbiton
  - 1996 - ITF/Warrnambool, ITF/Wodonga, ITF/Saga
  - 1993 - ITF/Manila.
- Dubbel
  - 2006 - ITF/Peking
  - 2003 - Tokyo [Japan Open], Luxemburg (båda med Maria Sjarapova)
  - 2001 - Bali (med Daniella Dominikovic)
  - 2000 - Shanghai (med Lilia Osterloh)
  - 1998 - Auckland (med Nana Miyagi).